# Dehomag
 (octobre 2016).
Dehomag, acronyme de Deutsche Hollerith-Maschinen Gesellschaft mbH (« Société allemande des machines Hollerith » en français) était une compagnie allemande, filiale et franchise d’IBM. Le nom allemand Hollerith se réfère à leur technologie de machines à cartes perforées, qui fut développée vers 1890 par le chercheur germano-américain éponyme Herman Hollerith pour le U.S. Census Bureau (Bureau du Recensement des États-Unis).

## Histoire
Le 8 janvier 1934, la Dehomag ouvre une usine de mécanographie à Lichterfelde, quartier huppé de Berlin. À l'inauguration officielle de l'usine, se trouve Rudolf Schmeer, représentant le Deutsche Arbeitsfront, et Arthur Görlitzer, sommité du parti nazi qui représente le Sturmabteilung.
Depuis cette date, Dehomag a fourni la technologie Hollerith au IIIe Reich d’Adolf Hitler, permettant un renouvellement industriel rapide en vue du réarmement et une diminution du chômage. Cette technologie a été accusée d'avoir facilité la réalisation de la Solution finale par le régime nazi.
La liste des clients était impressionnante dans la plupart des secteurs économiques : moteurs d'avions, houillères, produits chimiques, appareils électriques, véhicules à moteurs, construction navale, chemins de fer/autobus/tramways, compagnies d'assurances, banques, services publics, fer et acier, turbines moteurs et tracteurs.

## Applications pendant la Seconde guerre Mondiale
En tant que filiale d’IBM, Dehomag est devenue le principal fournisseur de compétences en informatique et d’équipements en Allemagne nazie. Dehomag a fourni au gouvernement allemand les moyens d’organiser deux recensements officiels de la population après 1933 et de rechercher dans ces données. Le gouvernement nazi a utilisé les machines à tabuler que Dehomag avait reçues avant des événements violents comme la Nuit de Cristal pour repérer les Juifs et les dissidents. Cela leur a permis de rechercher dans les bases de données rapidement et efficacement, et ces méthodes ont été utilisées dans toute l’Europe occupée par la Gestapo et d'autres pour localiser et arrêter leurs victimes, contribuant ainsi à l’Holocauste.
Dehomag louait et entretenait les machines à cartes perforées du gouvernement allemand. Avant la Seconde Guerre mondiale, le directeur général de Dehomag en Allemagne, Hermann Rottke, rendait directement compte au président d’IBM, Thomas J. Watson, à New York. Il était légal pour les entreprises américaines de faire des affaires directement avec l’Allemagne jusqu’à l’entrée en guerre des États-Unis en décembre 1941. Watson avait reçu la médaille de l’Ordre de l’Aigle allemand lors de la réunion de la Chambre de commerce internationale à Berlin en 1937, mais après le début des pogroms nazis contre les Juifs en 1938, Watson voulait prendre ses distances, ainsi que celles d’IBM, vis-à-vis des Allemands. Il fut cependant convaincu de ne pas le faire par le secrétaire d’État américain Cordell Hull, et il abandonna cette idée jusqu’au printemps 1940.
IBM New York a créé une filiale spéciale dans le territoire occupé du Gouvernement général, appelée Watson Business Machines, pour gérer le trafic ferroviaire pendant l’Holocauste en Pologne. Le ministère allemand des Transports utilisait les machines IBM via cette filiale contrôlée depuis New York, à Varsovie, et non via la filiale allemande. Watson Business Machines exploitait un atelier d’impression de cartes perforées près du ghetto de Varsovie. Les cartes perforées portaient les marques distinctives de la filiale allemande Dehomag.
Leon Krzemieniecki, la dernière personne survivante impliquée dans l’administration du transport ferroviaire vers Auschwitz et Treblinka, a déclaré qu’il savait que les machines à cartes perforées n’étaient pas allemandes, car les étiquettes étaient en anglais. Les revenus issus de la location des machines dans le Gouvernement général étaient envoyés à IBM à New York via Genève.